# Der k. u. k. Kalypso
«Der k. u. k. Kalypso» (en español: «El calipso k. u. k.») es una canción compuesta por Norbert Pawlicki e interpretada en alemán por Ferry Graf. Se lanzó como sencillo en 1959 mediante Amadeo. Fue elegida para representar a Austria en el Festival de la Canción de Eurovisión de 1959 tras ser seleccionada internamente por la emisora austríaca ORF.

## Festival de la Canción de Eurovisión 1959

### Selección
«Der k. u. k. Kalypso» fue seleccionada para representar a Austria en el Festival de la Canción de Eurovisión 1959 por la emisora austríaca ORF.

### En el festival
La canción participó en el festival celebrado en el Palacio de Festivales y Congresos de Cannes el 11 de marzo de 1959 con el título «Der k. und k. Kalypso aus Wien», siendo interpretada por el cantante austríaco Ferry Graf. La orquesta fue dirigida por Franck Pourcel.
Fue interpretada en noveno lugar, siguiendo a Suiza con Christa Williams interpretando «Irgendwoher» y precediendo al Reino Unido con Pearl Carr y Teddy Johnson interpretando «Sing Little Birdie». Al final de las votaciones, la canción recibió 4 puntos, obteniendo el noveno puesto de 11 junto a Suecia.